# Private Parts (Film)
Private Parts ist eine Filmbiografie aus dem Jahr 1997 von Regisseurin Betty Thomas. Der Film basiert auf der Autobiographie Private Parts des Radiomoderators Howard Stern, der die Hauptrolle auch selber spielte.

## Handlung
Stern erzählt von seiner Kindheit und Jugend sowie seinem beruflichen Werdegang zum populärsten und bestbezahlten Moderator der Rundfunkgeschichte. Zudem werden Einblicke in das Geschehen hinter den Kulissen seiner verschiedenen Sendungen und nicht zuletzt in sein Privatleben offenbart; insbesondere geht Stern auf das innige Verhältnis zu seiner Ehefrau Alison ein, die sich allerdings 2001 von ihm scheiden ließ.

## Hintergrund
- Neben Howard Stern spielen sich auch einige seiner Kollegen im Film selbst.
- Die Produktionskosten betrugen rund 28 Millionen US-Dollar. In den Kinos der USA spielte der Film rund 41 Millionen US-Dollar ein.[1]
- Zahlreiche Musiker haben im Film einen Gastauftritt und spielen sich darin selbst, darunter Flavor Flav, MC Hammer, Ted Nugent, Ozzy Osbourne, Slash und AC/DC.

## Kritik
„Der mühsame Aufstieg des provokanten Radiomoderators Howard Stern - der sich selbst verkörpert - als Gegenstand eines in seiner Komik frischen und einfallsreichen Films. In einem teils improvisierten, teils visuell pointierten Filmstil wird ein intelligenter Kontext für eine in ihrer Natur akustische Unterhaltungsform geschaffen.“

## Auszeichnungen
- 1997 gewann der Film beim Internationalen Filmfestival Karlovy Vary den Publikumspreis und wurde für den Kristallglobus nominiert.
- 1998 gewann der Film einen Blockbuster Entertainment Award und bekam eine Goldene Himbeere-Nominierung.
- Im Jahr 2000 folgte eine Satellite Awards-Nominierung.